# Ozero Diatomovoe
Ozero Diatomovoe (englische Transkription von russisch Озеро Диатомовое Osero Diatomowoje, deutsch ‚Kieselalgensee‘; norwegisch Diatomovoevatnet) ist ein See an der Prinzessin-Astrid-Küste des ostantarktischen Königin-Maud-Lands. Im Zentrum der Schirmacher-Oase liegt er im westlichen Teil der Sundsvassheia. 
Russische Wissenschaftler benannten ihn nach den hier vorkommenden Kieselalgen.